# Balneário Arroio do Silva
Balneário Arroio do Silva là một đô thị thuộc bang Santa Catarina, Brasil. Đô thị này có diện tích 93,819 km², dân số năm 2007 là 8089 người, mật độ 79,1 người/km².